# Flaming
Flaming é uma interação hostil entre usuários da Internet, através de mensagens ofensivas. Tais mensagens são chamadas de flames (tradução literal para o português: chama, labareda) e, na maioria dos casos, são publicadas em respostas a mensagens de conteúdo considerado provocativo ou ofensivo para aquele que publicou o flame. 
O flaming geralmente ocorre no contexto de um fórum na Internet, no Internet Relay Chat (IRC), Usenet, por e-mail, por servidores de jogos, como Xbox Live ou PlayStation Network ou em sites de compartilhamento de vídeos. Frequentemente resulta da discussão de questões candentes do mundo real, relacionadas com política, religião e filosofia, ou de questões que polarizam grupos, mas também pode ser provocado por divergências aparentemente triviais.
O flaming deliberado, ao contrário daquele que resulta de discussões emocionais, é realizado por indivíduos conhecidos como flamers, que são especialmente interessados em incitar o flaming, geralmente em uma conversa sobre questões controversas. Existem mesmo alguns sites dedicados aos flamers e trolls, oferecendo-lhes um ambiente livre, como o flame.warsforum.com 

## Características psicológicas
Ainda que a troca de insultos e ofensas seja tão velha quanto a linguagem falada, a prática do flaming na Internet, como muitas outras ações online da rede, iniciou-se nas diversas hierarquias da Usenet. 
Mensagens normais, sem propósitos específicos, podem conter elementos de flame — sendo acidentalmente hostis ou ofensivas a algum participante da discussão. Mas um flame deliberado normalmente não tem nenhuma intenção de ser construtivo, de esclarecer uma discussão ou convencer outras pessoas de um ponto de vista.  
Muitas vezes, os flamers geram hostilidade ao tentar, por exemplo, colocar-se em uma posição de superioridade ou autoridade (muitas vezes falsa), desqualificando os demais interlocutores. Outras vezes os flamers desejam simplesmente ofender e irritar os participantes de uma discussão ou ainda alimentar animosidades entre duas ou mais pessoas participantes da discussão, e neste caso eles são denominados trolls. Há vezes em que o flamer encontra no flaming a única maneira de resolver as diferenças entre ele e alguma outra pessoa. Na maioria das vezes, porém, os flames são mensagens enfurecidas e pouco racionais publicadas por pessoas que têm sentimentos ou ligações fortes com o assunto em questão. Por fim, alguns consideram o flaming uma maneira rápida, fácil e prazerosa de aliviar suas tensões e descarregar suas frustrações. 
Muitos tendem a levar excessivamente a sério as discussões que ocorrem na rede, e os demais podem se aproveitar disso, ridicularizando a seriedade exagerada em tais discussões e escolhem o flaming como instrumento para combater esse exagero.

## Flame war
Flame war (tradução literal para o português: guerra de chamas) é uma série de flames que ocorre em grupos de discussão eletrônica, como a Usenet, listas de discussão via email ou fóruns de internet. Há diversas características inerentes à comunicação eletrônica que facilitam a ocorrência de flame wars. Comunicações eletrônicas não transmitem facilmente expressões faciais ou tons de voz — elementos muitas vezes fundamentais para que se entenda corretamente uma mensagem. Além disso, normalmente há um intervalo de tempo entre a publicação de uma mensagem, sua leitura e a resposta, o que pode acarretar a leitura de uma mensagem em um estado emocional e a publicação da resposta em um outro estado totalmente diferente. 
Não é raro que uma discussão tranquila se torne uma flame war simplesmente porque um dos participantes da discussão teve um dia ruim e publicou uma resposta ofensiva na discussão. Além do caráter emocional envolvido, outro motivo frequente para a ocorrência de flame wars é a provocação deliberada por parte de um ou mais trolls. Porém, nem todas as mudanças repentinas no humor de um participante da discussão e nem todas as provocações têm sucesso em gerar uma flame war. Jay Wright Forrester descreveu um fenômeno que ocorre com alguma freqüência na troca de mensagens entre participantes de uma flame war: cada participante emprega um conjunto perceptivo-simbólico diferente para avaliar o assunto da discussão, graças às diferentes vivências e aprendizados de cada participante. Diferenças de entendimento sobre o que uma palavra ou conceito em particular significa podem gerar flame war.

## Causas doflaming
Não há consenso geral sobre o que possa causar flames. Algumas hipóteses aceitas são:
1. Motivos sentimentais. Algumas pessoas, seja por orgulho, teimosia, infantilidade ou arrogância, ao terem os argumentos desmentidos; o ponto de vista provado como errado ou até mesmo simples contestação de suas idéias, preferem publicar um flame a admitirem que estavam equivocados.
2. Trolling. Provocações e ofensas gratuitas a ponto de alterar emocionalmente um usuário é a maneira mais fácil de gerar uma flame war. Não há motivo real para o flame nestes casos. Existe apenas a vontade de causar discórdia e se divertir com as respostas das pessoas que levaram a mensagem a sério.
3. Argumentação exagerada. Algumas discussões se alongam além do necessário, tornando-se repetitivas, enfadonhas e, normalmente, encerrando-se quando um dos dois lados se descontrola emocionalmente e inicia a flame war. Normalmente, tem as mesmas causas e conseqüências do flaming por motivos sentimentais.

Uma solução para o flaming pode ser ignorá-lo, não lhe dar atenção. A partir do momento em que as pessoas dão atenção ao flamer, ele consegue exatamente aquilo que quer.

## Histórico
Provas de debates que, resultaram em insultos sendo trocados rapidamente entre duas partes podem ser encontradas ao longo da história. Argumentos sobre a ratificação da Constituição dos Estados Unidos foram muitas vezes socialmente e emocionalmente aquecidos e intensos, com muitos atacando uns aos outros através dos jornais locais. Tais interações sempre fizeram parte da crítica literária. Por exemplo, o desprezo de Ralph Waldo Emerson pelas obras de Jane Austen muitas vezes se estendia à autora, com Emerson descrevendo-a como "sem genialidade, inteligência ou conhecimento do mundo". Por sua vez, Thomas Carlyle chamou Emerson de "babuíno desdentado de cabeça grisalha".
Na era moderna, "flaming" foi usado nas escolas da Costa Leste dos Estados Unidos como um particípio presente em uma expressão grosseira para descrever um indivíduo irascível e, por extensão, a tais indivíduos no início da Internet, em salas de chat e message boards. Flaming na Internet foi observado principalmente em newsgroups da Usenet, embora fosse conhecido por ocorrer nas redes de computadores WWIVnet e FidoNet. Foi posteriormente usado em outras partes do discurso com o mesmo significado. O termo "flaming" pode ter origem em "The Hacker's Dictionary", que em 1983 definiu como "'falar de maneira raivosa ou incessante sobre um tópico desinteressante ou com uma atitude patentemente ridícula'" ". O significado da palavra divergiu dessa definição desde então.